# وقت كوني (فلك)

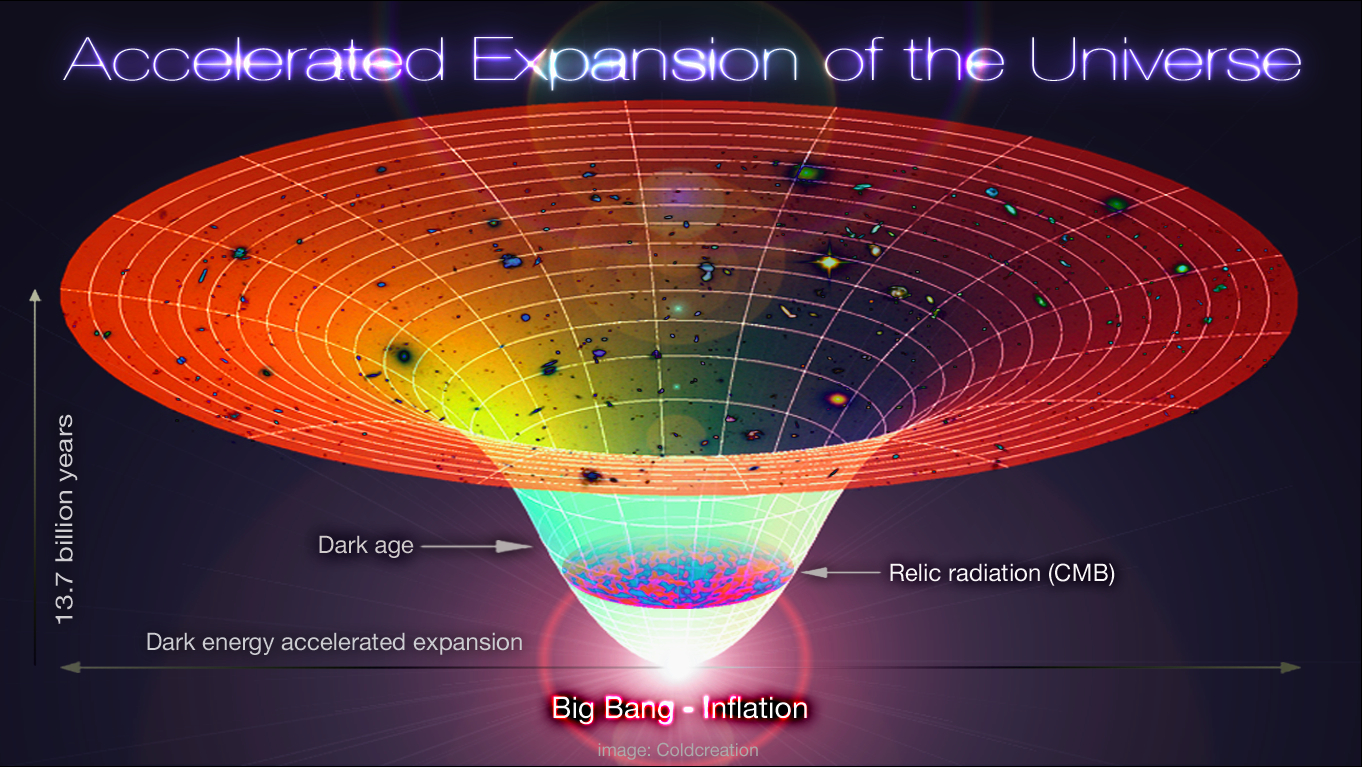
Lambda-CDM ، تسارع توسع الكون. يمتد الخط الزمني في هذا المخطط التخطيطي من عصر الانفجار الكبير / التضخم قبل 13.7 قبل الميلاد إلى الوقت الكوني الحالي.

الوقت الكوني(بالإنجليزية: Cosmic time, or cosmological time)‏: هو تنسيق الوقت المستخدم بشكل شائع في نماذج الانفجار الكبير لعلم الكون الفيزيائي،مثل هذا التنسيق الزمني يمكن تعريفه لكون متجانس ومتوسع بحيث يكون للكون نفس الكثافة في كل مكان في كل لحظة من الزمن (حقيقة أن هذا ممكن يعني أن الكون بحكم تعريفه  متجانس). يجب أن تتحرك الساعات التي تقيس الزمن الكوني على طول تدفق هابل.الوقت الكوني t هو مقياس للوقت بواسطة ساعة مادية ذات سرعة غريبة صفر في حالة عدم وجود زيادة أو نقص في كثافة المادة (لمنع تمدد الوقت بسبب التأثيرات النسبية أو الارتباك الناتج عن طريق توسيع الكون). على عكس المقاييس الأخرى للوقت مثل درجة الحرارة ، والانزياح الأحمر ، وأفق الجسيمات ، أو أفق هابل ، فإن الوقت الكوني (المماثل والمتكامل للإحداثيات المرافقة) عمياء عن تمدد الكون.هناك طريقتان رئيسيتان لإنشاء نقطة مرجعية للوقت الكوني. الطريقة الأكثر تافهة هي أخذ الوقت الحالي كنقطة مرجعية كونية (يشار إليها أحيانًا باسم وقت المراجعة)، بدلاً من ذلك ، يمكن اعتبار الانفجار الكبير مرجعًا لتعريف t  كعمر الكون.  يُعرف أيضًا باسم الوقت منذ الانفجار الأعظم. تقدر الكوزمولوجيا الفيزيائية الحالية العمر الحالي بـ 13.8 مليار سنة. ليس بالضرورة أن يتوافق t=0 مع حدث مادي (مثل التفرد الكوني) ولكنه يشير إلى النقطة التي يختفي عندها عامل المقياس لنموذج كوني قياسي مثل  لامبدا-سي دي إم (ΛCDM). على سبيل المثال ، في حالة التضخم ، أي علم الكونيات غير القياسي ، لا تزال العزم الافتراضي للانفجار الكبير يتم تحديده باستخدام النماذج الكونية القياسية التي قد تتزامن مع نهاية الحقبة التضخمية. للأغراض التقنية ، يتم استخدام مفاهيم مثل متوسط درجة حرارة الكون (بوحدات eV) أو أفق الجسيمات عندما يكون الكون المبكر هو هدف الدراسة لأن فهم التفاعل بين الجسيمات أكثر صلة من تنسيق الوقت أو العمر .
الوقت الكوني هو تنسيق الوقت القياسي لتحديد حلول  لمعادلات أينشتاين.